# Uvik
Uvik vulgaris es una especie de araña araneomorfa de la familia Cyatholipidae. Es la única especie del género monotípico Uvik.  Es nativa de Uganda y la República Democrática del Congo.